# Université d'Alexandrie
 (juin 2018).
Si vous disposez d'ouvrages ou d'articles de référence ou si vous connaissez des sites web de qualité traitant du thème abordé ici, merci de compléter l'article en donnant les références utiles à sa vérifiabilité et en les liant à la section « Notes et références ».
L'université d'Alexandrie (جامعة الإسكندرية) est située à Alexandrie en Égypte. Elle est la deuxième plus grosse université égyptienne. Elle est classée par le U.S. News & World Report au 8e rang du classement régional des universités arabes.

## Historique
L'Université a été fondée en 1942.

## Composition
L'université d'Alexandrie se compose de 7 facultés :
- Formation
- Droit
- Sciences de l'ingénieur
- Biologie
- Économie
- Médecine
- Sciences agraires

## Personnalités parmi les anciens étudiants
- Ahmed Zewail (Faculté des sciences, 1967), chimiste égyptien, père de la femtochimie et premier musulman à recevoir le prix Nobel de chimie, en 1999[2]
- Mo Ibrahim (Faculté des sciences de l'ingénieur) milliardaire anglo-soudanais et entrepreneur dans le domaine des télécommunications.
- Tawfiq Saleh (Littérature anglaise, 1949), réalisateur de films égyptien[3]
- Zubaida Tharwat (Faculté de droit, 1956), actrice égyptienne.
- Heba Khamis, photojournaliste, lauréate du prix World Press Photo 2018
- Mariam Al Maadeed (Faculté des sciences, 2001), professeure de physique et science des matériaux, représentante du Qatar au Global Innovation Summit (GIS) en 2019
- Mahienour Al-Massry, avocate égyptienne et militante des droits humains
- Hania Morsi Fadl, radiologue soudano-britannique.